# КУД „Бисер” Дражевац
КУД „Бисер” Дражевац је Културно-уметничко друштво из Дражевца код Алексинца, основано 14. априла 2014. године.
КУД у свом репертоару има фолклорне игре, а гаји и народну песму, којим су учестовали на многобројним фестивалима у нашој земљи, а најчешће су у Босилеграду на међународном фестивалу фоклора, где увек су освајали неку од награда. Неколико пута су гостовали и на државној телевизији и то у емисијама које гаје народну традицију. Друштво је у сарадњи са МЗ Дражевац већ трећу годину заредом, почетком јуна, организатор Међународног фестивала фолклора у Дражевцу. 
Друштво броји око 30 чланова, а ускоро се очекује и подмладак тако да ће број бити већи. На челу друштва су Ненад Бранковић председник, Александар Стоиљковић потпредседник, Јована Момчиловић секретар друштва, Иван Илић уметнички руководилац и Милан Илић менаџер и организатор друштва.